# Шкуратов Іван Федорович
Іван Федорович Шкуратов (19 січня 1912, село Большая Красностановка, тепер Новоніколаєвського району Волгоградської області, Російська Федерація — 9 серпня 1994?, місто Москва, Російська Федерація) — радянський профспілковий діяч, секретар ВЦРПС, голова ЦК профспілки робітників сільського господарства СРСР. Депутат Верховної ради Російської РФСР 7-го скликання. Член Центральної Ревізійної комісії КПРС у 1971—1986 роках.

## Життєпис
Народився 19 січня 1912 (або 18 січня 1913) року в селянській родині.
У 1935 році закінчив Московський зоотехнічний інститут.
У 1935—1936 роках — старший зоотехнік племінного радгоспу Орловської області. У 1936—1942 роках — зоотехнік-консультант, начальник планового сектора Управління вівчарських радгоспів Народного комісаріату радгоспів СРСР; старший зоотехнік радгоспу Саратовської області.
У січні 1942—1946 роках — у Червоній армії, учасник німецько-радянської війни. Служив начальником продовольчо-фуражного відділення 110-ї гвардійської стрілецької дивізії 5-ї гвардійської армії Північно-Кавказького, Степового, 2-го Українського фронтів. 
Член ВКП(б) з 1943 року.
У 1946—1956 роках — директор радгоспу; заступник директора науково-експериментальної бази Всесоюзного інституту сільськогосподарського машинобудування; начальник відділу, заступник начальника управління, начальник управління Міністерства радгоспів СРСР.
У 1956—1958 роках — заступник голови ЦК профспілки робітників і службовців сільського господарства і заготівель СРСР. У 1958—1962 роках — секретар ЦК профспілки робітників і службовців сільського господарства і заготівель СРСР.
У березні 1962 — лютому 1977 року — голова ЦК профспілки робітників і службовців сільського господарства і заготівель СРСР.
Одночасно 26 грудня 1962 — 27 лютого 1968 року — секретар Всесоюзної центральної ради професійних спілок (ВЦРПС), у 1963—1964 роках — голова Бюро ВЦРПС із роботи профспілок у сільському господарстві.
У лютому 1977 — 1983 року — голова ЦК профспілки робітників сільського господарства СРСР.
З 1983 року — персональний пенсіонер союзного значення у Москві.

## Військове звання
- гвардії старший лейтенант інтендантської служби

## Нагороди
- три ордени Трудового Червоного Прапора
- орден Вітчизняної війни ІІ ст. (6.04.1985)
- орден Червоної Зірки (24.12.1943)
- орден Дружби народів
- орден «Знак Пошани»
- медалі